# Ko Willems
Jacobus "Ko" Matheus Willems (27 de outubro de 1900 – 28 de setembro de 1983) foi um ciclista de pista holandês que representou os Países Baixos nos Jogos Olímpicos de 1924, realizados na cidade de Paris, França. Lá, ele conquistou a medalha de ouro na corrida de pista de 50 km.
Nessa corrida olímpica, Willems trabalhou juntamente com Jan Maas. Maas continuou atacando desde o décimo quilômetro, e outros ciclistas gastaram energia tentando alcançá-lo. No final, permaneceram 15 ciclistas e Willems, que era o melhor velocista, venceu a corrida.